# 趾形軸孔珊瑚
趾形軸孔珊瑚（学名：Acropora humilis）为軸孔珊瑚科軸孔珊瑚屬下的一个种。种加名 humilis 意为“矮小的”。